# لایکا ام۳ کلاسیک
لایکا ام۳ کلاسیک (به انگلیسی: Digital Classic Camera Leica M3) یک دوربین عکاسی ساخت شرکت لایکا است.